# Джейсон Гарденер
Джейсон Гарденер  (англ. Jason Gardener, 17 вересня 1975) — британський легкоатлет, олімпійський чемпіон.

## Виступи на Олімпіадах
| Олімпіада   | Дисципліна              | Місце          |
| ----------- | ----------------------- | -------------- |
| Сідней 2000 | біг на 100 метрів       | 4 h2 r2/4      |
| Сідней 2000 | естафета 4 x 100 метрів | участь h1 r1/3 |
| Афіни 2004  | біг на 100 метрів       | 5 h2 r3/4      |
| Афіни 2004  | естафета 4 x 100 метрів | 1              |